# 2009-es Formula–1 olasz nagydíj
Az olasz nagydíj volt a 2009-es Formula–1 világbajnokság tizenharmadik futama, amelyet 2009. szeptember 11. és szeptember 13. között rendeztek meg az olaszországi Autodromo Nazionale Monzán, Monzában.

## Előzmények
A verseny előtt a Brawn GP pilótája, Jenson Button 16 ponttal vezette az egyéni világbajnokságot csapattársa, Rubens Barrichello előtt, akit 3 egység hátrányban követett a Red Bull csapat színeiben versenyző Sebastian Vettel. A konstruktőrök bajnokságának élén 128 ponttal a Brawn állt, 23,5 egységnyi előnnyel a Red Bullal szemben, amelyet további 48,5 pont választott el az előző futamot megnyerő Ferraritól.
Az előző, 2008-as olasz nagydíjat Vettel nyerte meg a Toro Rosso csapattal, eredményével pedig megszerezte mind a maga, mind a csapata első Formula–1-es győzelmét, és ő lett a sportág legfiatalabb futamgyőztese. Rajta kívül a mezőnyből korábban csak Fernando Alonso és Rubens Barrichello nyerte meg az olasz nagydíjat. Ludovico Scarfiotti óta, aki 1966-ban győzött Monzában, olasz versenyző nem nyerte meg hazai futamát. A mezőnyben Jarno Trulli, Vitantonio Liuzzi és Giancarlo Fisichella alkotta az olasz versenyzőket.
A Ferrari szeptember 3-án bejelentette, hogy gyenge szereplése miatt menesztik Luca Badoert és Fisichellát ültetik a helyére, így Ivan Capelli óta (ő 1992-ben versenyzett utoljára hazai nagydíján) ő volt az első olasz, aki a Ferrari színeiben Monzában rajthoz állhatott. A Force Indiánál Fisichella helyét a csapat tesztpilótája, Liuzzi vette át.
A futamot megelőzően a Renault úgy döntött, hogy a spanyol nagydíj után a hétvégére ismét beépítik autójukba a KERS-t.

## Szabadedzések

### Első szabadedzés
Az olasz nagydíj első szabadedzését szeptember 11-én pénteken, közép-európai idő szerint 10:00 és 11:30 óra között tartották. Az első helyen Lewis Hamilton végzett, Heikki Kovalainent és Adrian Sutilt megelőzve.
| Helyezés | Versenyző            | Csapat/Motor         | Elért idő | Különbség | Futott kör |
| -------- | -------------------- | -------------------- | --------- | --------- | ---------- |
| 1        | Lewis Hamilton       | McLaren-Mercedes     | 1:23,936  | −         | 26         |
| 2        | Heikki Kovalainen    | McLaren-Mercedes     | 1:24,332  | + 0,396   | 27         |
| 3        | Adrian Sutil         | Force India-Mercedes | 1:24,471  | + 0,535   | 24         |
| 4        | Fernando Alonso      | Renault              | 1:24,477  | + 0,541   | 21         |
| 5        | Nick Heidfeld        | BMW Sauber           | 1:24,683  | + 0,747   | 25         |
| 6        | Sébastien Buemi      | Toro Rosso-Ferrari   | 1:24,703  | + 0,767   | 35         |
| 7        | Jenson Button        | Brawn-Mercedes       | 1:24,706  | + 0,770   | 21         |
| 8        | Giancarlo Fisichella | Ferrari              | 1:24,732  | + 0,796   | 24         |
| 9        | Mark Webber          | Red Bull-Renault     | 1:24,759  | + 0,823   | 19         |
| 10       | Kimi Räikkönen       | Ferrari              | 1:24,761  | + 0,825   | 26         |
| 11       | Robert Kubica        | BMW Sauber           | 1:24,813  | + 0,877   | 20         |
| 12       | Rubens Barrichello   | Brawn-Mercedes       | 1:24,826  | + 0,890   | 24         |
| 13       | Nico Rosberg         | Williams-Toyota      | 1:24,927  | + 0,991   | 29         |
| 14       | Nakadzsima Kazuki    | Williams-Toyota      | 1:25,150  | + 1,214   | 28         |
| 15       | Romain Grosjean      | Renault              | 1:25,612  | + 1,676   | 18         |
| 16       | Vitantonio Liuzzi    | Force India-Mercedes | 1:25,689  | + 1,753   | 29         |
| 17       | Jaime Alguersuari    | Toro Rosso-Ferrari   | 1:25,742  | + 1,806   | 30         |
| 18       | Sebastian Vettel     | Red Bull-Renault     | 1:25,951  | + 2,015   | 8          |
| 19       | Jarno Trulli         | Toyota               | 1:26,020  | + 2,084   | 23         |
| 20       | Timo Glock           | Toyota               | 1:26,325  | + 2,389   | 17         |

### Második szabadedzés
Az olasz nagydíj második szabadedzését szeptember 11-én pénteken, közép-európai idő szerint 14:00 és 15:30 óra között tartották, amelyet Adrian Sutil nyert meg. A második helyet Romain Grosjean szerezte meg, míg Fernando Alonso harmadik lett.
| Helyezés | Versenyző            | Csapat/Motor         | Elért idő | Különbség | Futott kör |
| -------- | -------------------- | -------------------- | --------- | --------- | ---------- |
| 1        | Adrian Sutil         | Force India-Mercedes | 1:23,924  | −         | 28         |
| 2        | Romain Grosjean      | Renault              | 1:24,163  | + 0,239   | 31         |
| 3        | Fernando Alonso      | Renault              | 1:24,297  | + 0,373   | 35         |
| 4        | Heikki Kovalainen    | McLaren-Mercedes     | 1:24,482  | + 0,558   | 41         |
| 5        | Robert Kubica        | BMW Sauber           | 1:24,622  | + 0,698   | 40         |
| 6        | Timo Glock           | Toyota               | 1:24,634  | + 0,710   | 36         |
| 7        | Nick Heidfeld        | BMW Sauber           | 1:24,693  | + 0,769   | 34         |
| 8        | Kimi Räikkönen       | Ferrari              | 1:24,796  | + 0,872   | 39         |
| 9        | Nakadzsima Kazuki    | Williams-Toyota      | 1:24,799  | + 0,875   | 36         |
| 10       | Sébastien Buemi      | Toro Rosso-Ferrari   | 1:24,884  | + 0,960   | 44         |
| 11       | Lewis Hamilton       | McLaren-Mercedes     | 1:24,902  | + 0,978   | 32         |
| 12       | Vitantonio Liuzzi    | Force India-Mercedes | 1:24,921  | + 0,997   | 39         |
| 13       | Jarno Trulli         | Toyota               | 1:24,967  | + 1,043   | 40         |
| 14       | Mark Webber          | Red Bull-Renault     | 1:24,979  | + 1,055   | 25         |
| 15       | Jaime Alguersuari    | Toro Rosso-Ferrari   | 1:25,003  | + 1,079   | 34         |
| 16       | Rubens Barrichello   | Brawn-Mercedes       | 1:25,140  | + 1,216   | 35         |
| 17       | Nico Rosberg         | Williams-Toyota      | 1:25,215  | + 1,291   | 38         |
| 18       | Sebastian Vettel     | Red Bull-Renault     | 1:25,386  | + 1,462   | 27         |
| 19       | Jenson Button        | Brawn-Mercedes       | 1:25,424  | + 1,500   | 32         |
| 20       | Giancarlo Fisichella | Ferrari              | 1:25,543  | + 1,619   | 36         |

### Harmadik szabadedzés
Az olasz nagydíj harmadik szabadedzését szeptember 12-én szombaton, közép-európai idő szerint 11:00 és 12:00 óra között tartották. Az edzést Adrian Sutil nyerte meg, Jenson Button és Nick Heidfeld előtt.
| Helyezés | Versenyző            | Csapat/Motor         | Elért idő | Különbség | Futott kör |
| -------- | -------------------- | -------------------- | --------- | --------- | ---------- |
| 1        | Adrian Sutil         | Force India-Mercedes | 1:23,336  | −         | 21         |
| 2        | Jenson Button        | Brawn-Mercedes       | 1:23,404  | + 0,068   | 21         |
| 3        | Nick Heidfeld        | BMW Sauber           | 1:23,490  | + 0,154   | 18         |
| 4        | Rubens Barrichello   | Brawn-Mercedes       | 1:23,575  | + 0,239   | 20         |
| 5        | Lewis Hamilton       | McLaren-Mercedes     | 1:23,633  | + 0,297   | 18         |
| 6        | Heikki Kovalainen    | McLaren-Mercedes     | 1:23,803  | + 0,467   | 20         |
| 7        | Vitantonio Liuzzi    | Force India-Mercedes | 1:23,849  | + 0,513   | 21         |
| 8        | Fernando Alonso      | Renault              | 1:23,915  | + 0,579   | 17         |
| 9        | Timo Glock           | Toyota               | 1:23,959  | + 0,623   | 21         |
| 10       | Robert Kubica        | BMW Sauber           | 1:23,996  | + 0,660   | 18         |
| 11       | Romain Grosjean      | Renault              | 1:24,197  | + 0,861   | 15         |
| 12       | Kimi Räikkönen       | Ferrari              | 1:24,302  | + 0,966   | 20         |
| 13       | Jarno Trulli         | Toyota               | 1:24,326  | + 0,990   | 17         |
| 14       | Nakadzsima Kazuki    | Williams-Toyota      | 1:24,392  | + 1,056   | 20         |
| 15       | Sébastien Buemi      | Toro Rosso-Ferrari   | 1:24,572  | + 1,236   | 23         |
| 16       | Nico Rosberg         | Williams-Toyota      | 1:24,621  | + 1,285   | 21         |
| 17       | Mark Webber          | Red Bull-Renault     | 1:25,154  | + 1,818   | 13         |
| 18       | Sebastian Vettel     | Red Bull-Renault     | 1:25,244  | + 1,908   | 16         |
| 19       | Jaime Alguersuari    | Toro Rosso-Ferrari   | 1:25,791  | + 2,455   | 10         |
| 20       | Giancarlo Fisichella | Ferrari              | 1:25,951  | + 2,615   | 10         |

## Időmérő edzés
Az olasz nagydíj időmérő edzését szeptember 12-én szombaton futották.

### Az edzés végeredménye
| Helyezés | Versenyző            | Csapat/Motor         | 1. rész  | 2. rész  | 3. rész  |
| -------- | -------------------- | -------------------- | -------- | -------- | -------- |
| 1        | Lewis Hamilton       | McLaren-Mercedes     | 1:23.375 | 1:22.973 | 1:24.066 |
| 2        | Adrian Sutil         | Force India-Mercedes | 1:23.576 | 1:23.070 | 1:24.261 |
| 3        | Kimi Räikkönen       | Ferrari              | 1:23.349 | 1:23.426 | 1:24.523 |
| 4        | Heikki Kovalainen    | McLaren-Mercedes     | 1:23.515 | 1:23.528 | 1:24.845 |
| 5        | Rubens Barrichello   | Brawn-Mercedes       | 1:23.483 | 1:22.976 | 1:25.015 |
| 6        | Jenson Button        | Brawn-Mercedes       | 1:23.403 | 1:22.955 | 1:25.030 |
| 7        | Vitantonio Liuzzi    | Force India-Mercedes | 1:23.578 | 1:23.207 | 1:25.043 |
| 8        | Fernando Alonso      | Renault              | 1:23.708 | 1:23.497 | 1:25.072 |
| 9        | Sebastian Vettel     | Red Bull-Renault     | 1:23.558 | 1:23.545 | 1:25.180 |
| 10       | Mark Webber          | Red Bull-Renault     | 1:23.755 | 1:23.273 | 1:25.314 |
| 11       | Jarno Trulli         | Toyota               | 1:24.014 | 1:23.611 |          |
| 12       | Romain Grosjean      | Renault              | 1:23.975 | 1:23.728 |          |
| 13       | Robert Kubica        | BMW Sauber           | 1:24.001 | 1:23.866 |          |
| 14       | Giancarlo Fisichella | Ferrari              | 1:23.828 | 1:23.901 |          |
| 15       | Nick Heidfeld        | BMW Sauber           | 1:23.584 | 1:24.275 |          |
| 16       | Timo Glock           | Toyota               | 1:24.036 |          |          |
| 17       | Nakadzsima Kazuki    | Williams-Toyota      | 1:24.074 |          |          |
| 18       | Nico Rosberg         | Williams-Toyota      | 1:24.121 |          |          |
| 19       | Sébastien Buemi      | Toro Rosso-Ferrari   | 1:24.220 |          |          |
| 20       | Jaime Alguersuari    | Toro Rosso-Ferrari   | 1:24.951 |          |          |

* Jaime Alguersuari öthelyes rajtbüntetést kapott váltócsere miatt, így a boxutcából rajtolt.

## Futam
Az olasz nagydíj futama szeptember 13-án vasárnap, közép-európai idő szerint 14:00 órakor rajtolt.
A futamot Rubens Barrichello nyerte a Brawn-Mercedes-szel csapattársa, Jenson Button előtt. A poleból induló Lewis Hamilton hibázott az utolsó körben és kiesett, így a harmadik helyet a ferraris Kimi Räikkönen örökölte meg.
| Helyezés | Rajtszám | Versenyző            | Csapat/Motor         | Futott kör | Idő/Kiesés oka | Rajthely | Pont |
| -------- | -------- | -------------------- | -------------------- | ---------- | -------------- | -------- | ---- |
| 1        | 23       | Rubens Barrichello   | Brawn-Mercedes       | 53         | 1h16:21,706    | 5        | 10   |
| 2        | 22       | Jenson Button        | Brawn-Mercedes       | 53         | + 2,866        | 6        | 8    |
| 3        | 4‡       | Kimi Räikkönen       | Ferrari              | 53         | + 30,664       | 3        | 6    |
| 4        | 20       | Adrian Sutil         | Force India-Mercedes | 53         | + 31,131       | 2        | 5    |
| 5        | 7‡       | Fernando Alonso      | Renault              | 53         | + 59,182       | 8        | 4    |
| 6        | 2‡       | Heikki Kovalainen    | McLaren-Mercedes     | 53         | + 1:00,693     | 4        | 3    |
| 7        | 6        | Nick Heidfeld        | BMW Sauber           | 53         | + 1:22,412     | 15       | 2    |
| 8        | 15       | Sebastian Vettel     | Red Bull-Renault     | 53         | + 1:25,407     | 9        | 1    |
| 9        | 3‡       | Giancarlo Fisichella | Ferrari              | 53         | + 1:26,856     | 14       |      |
| 10       | 17       | Nakadzsima Kazuki    | Williams-Toyota      | 53         | + 2:42,163     | 17       |      |
| 11       | 10       | Timo Glock           | Toyota               | 53         | + 2:43,925     | 16       |      |
| 12       | 1‡       | Lewis Hamilton       | McLaren-Mercedes     | 52         | Baleset        | 1        |      |
| 13       | 12       | Sébastien Buemi      | Toro Rosso-Ferrari   | 52         | Kiállt         | 19       |      |
| 14       | 9        | Jarno Trulli         | Toyota               | 52         | + 1 kör        | 11       |      |
| 15       | 8‡       | Romain Grosjean      | Renault              | 52         | + 1 kör        | 12       |      |
| 16       | 16       | Nico Rosberg         | Williams-Toyota      | 51         | + 2 kör        | 18       |      |
| Ki       | 21       | Vitantonio Liuzzi    | Force India-Mercedes | 22         | Erőátvitel     | 7        |      |
| Ki       | 11       | Jaime Alguersuari    | Toro Rosso-Ferrari   | 19         | Váltóhiba      | 20       |      |
| Ki       | 5        | Robert Kubica        | BMW Sauber           | 15         | Motorhiba      | 13       |      |
| Ki       | 14       | Mark Webber          | Red Bull-Renault     | 0          | Ütközés        | 10       |      |

* A ‡-tel jelzett autók használták a KERS-t.

## A világbajnokság állása a verseny után
| H   | Versenyzők         | Pont | H   | Konstruktőrök        | Pont  |
| --- | ------------------ | ---- | --- | -------------------- | ----- |
| 1.  | Jenson Button      | 80   | 1.  | Brawn-Mercedes       | 146   |
| 2.  | Rubens Barrichello | 66   | 2.  | Red Bull-Renault     | 105,5 |
| 3.  | Sebastian Vettel   | 54   | 3.  | Ferrari              | 62    |
| 4.  | Mark Webber        | 51,5 | 4.  | McLaren-Mercedes     | 47    |
| 5.  | Kimi Räikkönen     | 40   | 5.  | Toyota               | 38,5  |
| 6.  | Nico Rosberg       | 30,5 | 6.  | Williams-Toyota      | 30,5  |
| 7.  | Lewis Hamilton     | 27   | 7.  | BMW Sauber           | 20    |
| 8.  | Jarno Trulli       | 22,5 | 8.  | Renault              | 20    |
| 9.  | Felipe Massa       | 22   | 9.  | Force India-Mercedes | 13    |
| 10. | Heikki Kovalainen  | 20   | 10. | Toro Rosso-Ferrari   | 5     |

## Statisztikák
Vezető helyen:
- Lewis Hamilton: 20 (1-15 / 30-34)
- Kimi Räikkönen: 7 (16-19 / 35-37)
- Rubens Barrichello: 26 (20-29 / 38-53)

Rubens Barrichello 11. győzelme, Lewis Hamilton 15. pole-pozíciója, Adrian Sutil 1. leggyorsabb köre.
- A Brawn GP 8. és egyben utolsó győzelme.